# Gustaf Åhmark
Gustaf Fredrik Åhmark, född 18 december 1866 i Björklinge, Uppsala län, död 28 mars 1894 i Uppsala, var en svensk litograf.
Han var son till gästgivaren Conrad Leonard Åhmark och Karin Söderberg. Efter avslutad skolgång vid Högre allmänna läroverket i Uppsala anställdes Åhmark som litograf vid en litografisk anstalt i Uppsala men kom senare att flytta över till Centraltryckeriet i Stockholm. Han kom senare att arbeta som en av de främsta litograferna vid AB J.O. Öberg & son i Eskilstuna. 